# Lobophytum altum
Lobophytum altum is een zachte koraalsoort uit de familie Alcyoniidae. De koraalsoort komt uit het geslacht Lobophytum. Lobophytum altum werd in 1956 voor het eerst wetenschappelijk beschreven door Tixier-Durivault. 